# Хелена Майданець

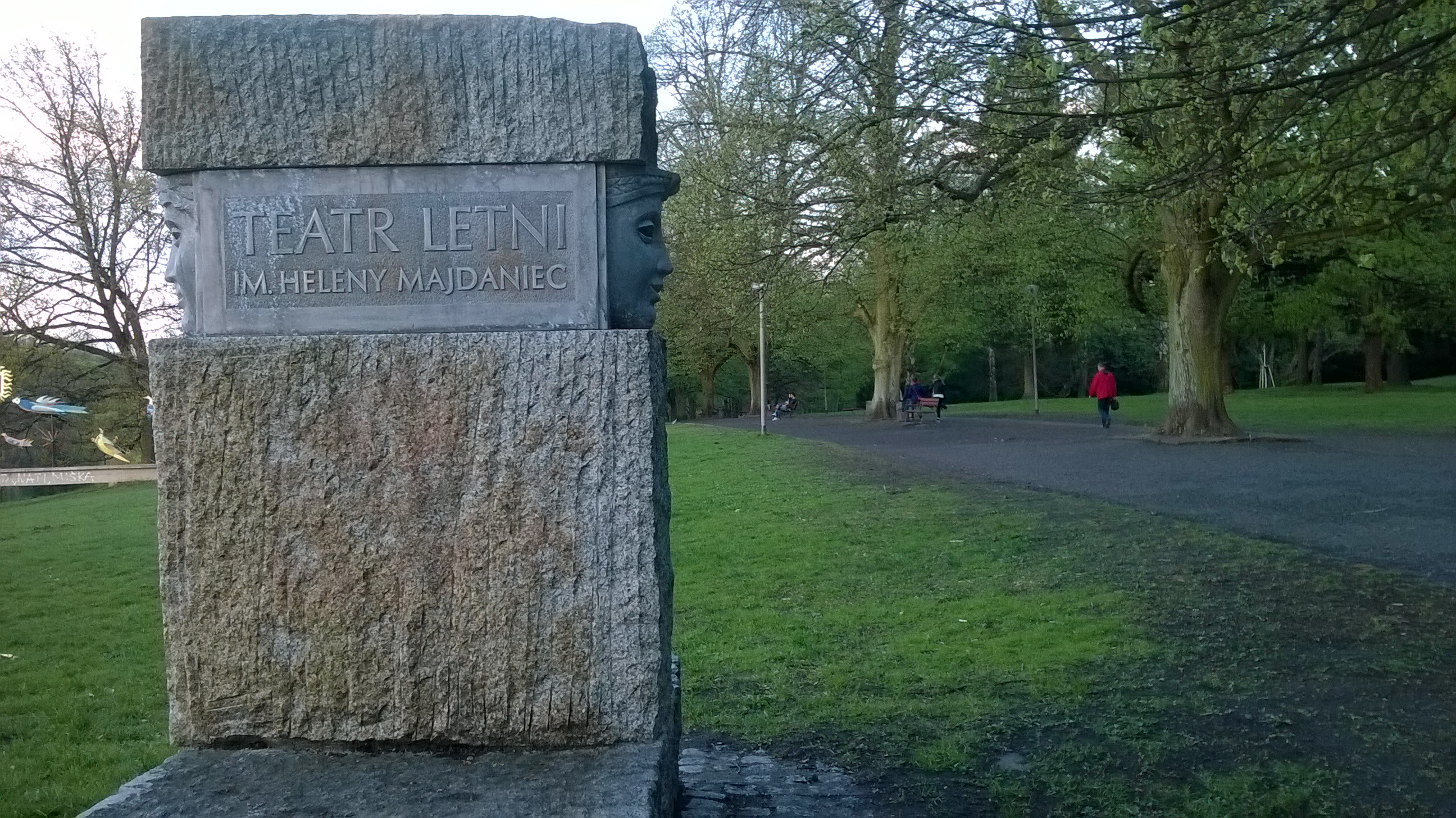
Іменем Хелени Майданець, «королеви твісту», названо Літній театр в Щецині

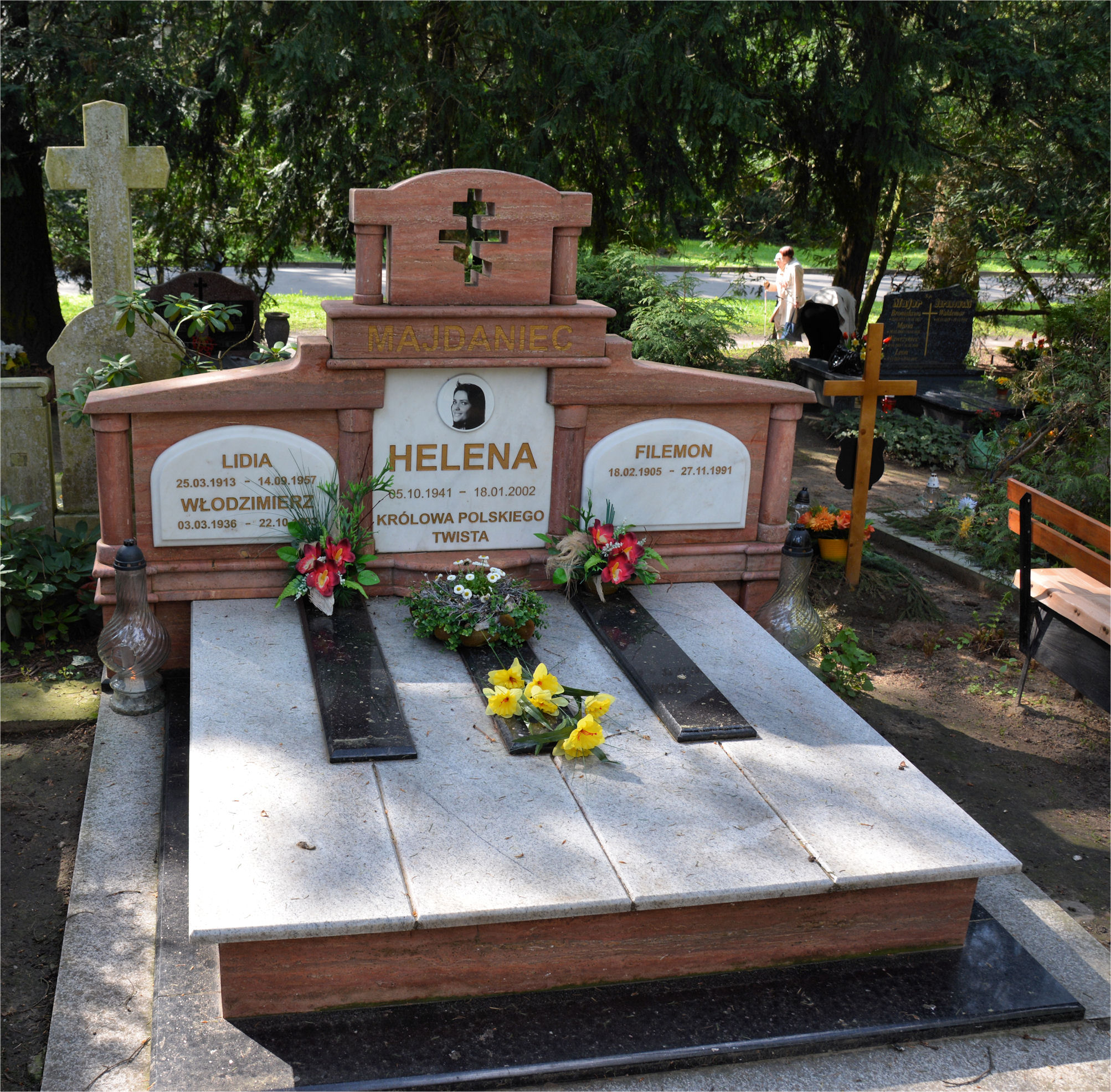
Могила Майданець на Центральному кладовищі в Щецині

Хелена Майданець (5 жовтня 1941, Мильськ (нині — село в Рожищенському районі Волинської області) — 18 січня 2002, Щецин) — польська співачка бігбіту, яку називали «королевою твісту»; з 1968 року жила у Франції.

## Життєпис
Хелена Майданець народилася в Мильську на Волині, в православній родині  Філемона та Лідії Майданців. 
З 1946 року вона жила в Щецині, де в 1960 році закінчила Першу середню школу Марії Склодовської-Кюрі та музичну школу другого ступеня. Дебютувала в 1962 році в Щецині в студентському клубі «Пінокіо». У 1962 році виступала на другому фестивалі MFP у Сопоті, в 1963 році на Національному фестивалі польської пісні в Ополі. З 1963 року вона записувала пісні. У 1960-х роках Хелена Майданець виступала серед інших у паризькій «Олімпії» та у Швейцарії, Югославії, Угорщині і Польщі.
Також знімалася у польських (Януш Насфетер, Казимієц Куц) та німецьких фільмах.
У 1968 році емігрувала до Франції і оселилася в Парижі, де співала в кабаре «Распутін» та «Шерахезада». Крім того, Хелена Майданець працювала на французькому радіо і телебаченні. Вона також виступала в Канаді, Кувейте та Марокко. У 1970 році взяла участь у концерті «50 років польської пісні» у Польщі та США.
16 січня 2002 року з Карін Станек взяла участь у записі «Розмов, що тривають». Через два дні раптово померла в своєму сімейному будинку в Щецині . 24 січня 2002 року урну з попелом співачки було закладено у родинній могилі на Центральному кладовищі в Щецині  (ділянка 24 А). 
Її іменем був названий Літній театр у Щецині.
У 2012 році колишні сусіди співачки не погодилися встановити пам'ятну дошку, присвячену їй, на житловому будинку, в якому вони жили разом . 12 липня 2013 року було відкрито пам'ятну дошку як один із етапів циклу «Незвичайні щецинці та їх житлові будинки».

## Дискографія
- 1970 — Helena Madanec 10", Philips N049, Франція

1. La Gospoda (барвисті машини їздять) 2'50
2. Sous l'oranger 2'58
3. Le bonheur est un jeu d'enfant 2'56
4. Нарис компресу 2'14
5. L'ami, la route, le soleil 3'36
6. Le cœur en fête 2'36
7. Le cœur et moi 2'27
8. Запаморочення 2'54

### Сингли
- 1963 — Helena Majdaniec (з гурmом «Czerwono -Czarnych»), Polskie Nagrania Muza N-0256

1. Jutro będzie dobry dzień
2. Długi Bil
3. Wesoły twist
4. Czarny Ali Baba
5. Ho, ho, ho Honoratko
6. Piosenka o autostopie
7. On za mną lata

- 1964 — Helena Majdaniec 7", Polskie Nagrania Muza N-0338

1. Nie otworzę drzwi nikomu
2. Ho, ho, ho Honoratko
3. Piosenka o autostopie
4. On za mną lata

- 1970 — Helena Madanec, 7", Philips 6118007, Франція

1. La Tavern
2. Le bonheur est un jeu d'enfant

- 1973 — Helena Majdanec, pocztówka, R-0141-II Ruch

1. Le cœur en fête
2. Le cœur et my